# Pechiney
Pechiney (Pechiney Ugine Kuhlmann) war ein traditionsreicher französischer Industriekonzern mit einer Hauptverwaltung in Paris und Geschäftssitz in Lyon, der auf dem Gebiet der Aluminiumgewinnung und -verarbeitung, der Verpackung, der Chemieproduktion und der Kernbrennstoffe tätig war.

## Geschichte
Der Ursprung der Gruppe Pechiney reicht in die Mitte des 19. Jahrhunderts zurück. Henry Merle gründete 1855 eine Fabrik zur Produktion von Natriumcarbonat, Tonerde, Kupfersulfat und zahlreichen anderen Sulfiten im südfranzösischen Salindres. Sie war damals die weltweit einzige, die Aluminium auf chemischem Wege erzeugte. Dreißig Jahre später, 1886, erfand Paul Héroult (1863–1914) einen Prozess, mit dem das Bauxit zur Elektrolyse vorbereitet werden konnte, der noch heute im Wesentlichen die Grundlage dieser Industrie ist.
Der Name Pechiney ist einer der Zunamen des Nachfolgers des Unternehmensgründers, Alfred Rangod (1833–1916), der nach dem frühen Tod seines Vaters bald den Familiennamen seines Stiefvaters „Péchiney“ (gleichbedeutend mit Pitchounet, der Kleine) annahm. Nachdem sich Pechiney 1888 zunächst gegen eine Fabrikation von Aluminium nach dieser neuen Methode entschieden hatte und im südfranzösischen Salindres nur noch den Aluminiumgrundstoff Tonerde produzieren wollte, änderte das Unternehmen diese Strategie 1897 erneut mit dem Aufkauf einer ersten Aluminiumfabrik in Calypso, Savoie. Später kamen zahlreiche weitere Werke hinzu, vor allem St. Jean-en-Maurienne (1907).
Ab der Jahrhundertwende stand das Aluminium im Zentrum der Unternehmensaktivitäten, und ist noch heute eine seiner bedeutendsten Aktivitäten, zu denen sich weitere metallurgische und chemische, nukleare und Verpackungsindustrieaktivitäten hinzugesellten.
Die Bedeutung von Pechiney für die französische und deutsche Wirtschaft kann man vielleicht daran ablesen, dass die Direktoren von Péchiney et Ugine im Juni 1941, also 12 Monate nach der deutschen Besetzung Frankreichs während des Zweiten Weltkriegs planten, gemeinsam mit den Junkers-Werken Ende 1942 eine Aluminiumhütte zu bauen. Doch da die Junkers-Werke mit der I.G. Farben und der Hansa Leichtmetall AG verbundenen waren, wurden die Pläne nicht verwirklicht. Nach einem Sprengstoffanschlag auf das Werk in Gardanne, in der Nacht vom 4. auf den 5. März, verübt durch die Resistance-Kämpferin Jean Vial, kam die Kooperation zum Erliegen. Die Fabrik wurde stillgelegt und erst fünf Monate später, nach dem Abzug der deutschen Truppen wieder eröffnet.
1971 fusionierte die Compagnie Pechiney SA mit Ugine Kuhlmann zur Pechiney Ugine Kuhlmann (PUK), die sich zum wichtigsten privaten Industriekonzern Frankreichs auf dem Gebiet der Elektrochemie, der Elektrometallurgie und teilweise der organischen Chemie entwickelte. Von 1971 bis 1992 hielt Péchiney signifikante Anteile an Comurhex, einem in der Urankonversion tätigen Unternehmen.
1982 wurde die Gruppe Péchiney verstaatlicht. 1995 wurde der Konzern unter seinem Präsidenten J.P. Rodier reprivatisiert.
Im Zusammenhang mit der Übernahme der amerikanischen Triangle Industries, Inc. fanden im November 1988 Insidergeschäfte statt, die unter dem Titel „Affäre Péchiney-Triangle“ bekannt wurden. Überraschend schnell verfügte die amerikanische Börsenaufsicht (SEC) über Hinweise zu Insidergeschäften, die zu Ermittlungen gegen die beteiligten, vom französischen Staat entsandten Firmenmanager führten. Später einigte sich die SEC mit fünf ausländischen Personen und zwei ausländischen Finanzfirmen auf Strafzahlungen von 6,5 Mio. Dollar.
2003 wurde Pechiney von der kanadischen Alcan-Gruppe für € 3,4 Mrd. feindlich übernommen. Pechiney war mit einem Umsatz von € 11,9 Mrd. 2001 viertgrößter Aluminiumproduzent der Welt. Er wurde an der Pariser Börse Euronext notiert und gehörte dem Aktienindex Euronext 100 an. Seitdem fanden zahlreiche Umstrukturierungen statt, durch die Teile des Pechiney-Konzerns die sich mit Walzerzeugnissen beschäftigen, eine eigene Gesellschaft („spin-off“) unter der Firma Novelis bilden.
Heute ist die ehemalige Pechiney auf zwei Produktionsfeldern aktiv: der Aluminium- und der Verpackungsindustrie. Die Produkte finden in der Automobil-, Luft- und Raumfahrtindustrie, bei der Marine und in der Baubranche Verwendung. 320 Betriebe weltweit gehörten bei Übernahme zu Péchiney mit 34.500 Mitarbeitern, darunter ein Aluminiumpresswerk in Landau in der Pfalz.

## Unternehmensleitung (Auswahl)
- Pierre Grezel 1971–1972
- Pierre Jouven 1972–1975
- Philippe Thomas 1975–1982
- Georges Besse 1982–1985
- Bernard Pache 1985–1987
- Jean Gandois 1987–1994
- Jean-Pierre Rodier 1994–2003